# 1951 ve filmu

## Události
- Žádná významná událost.

## Nejvýdělečnější filmy roku
| Pořadí | Název             | Země | Tržba (v dolarech) |
| ------ | ----------------- | ---- | ------------------ |
| 1.     | Quo Vadis         | USA  | 12 500 000         |
| 2.     | Američan v Paříži | USA  | 8 005 000          |
| 3.     | On the Riviera    | USA  | 2 500 000          |

## Ocenění

### Oscar
Nejlepší film: Američan v Paříži
Nejlepší režie: George Stevens - Místo na výsluní
Nejlepší mužský herecký výkon: Humphrey Bogart - Africká královna
Nejlepší ženský herecký výkon: Vivien Leigh - Tramvaj do stanice Touha
Nejlepší mužský herecký výkon ve vedlejší roli: Karl Malden - Tramvaj do stanice Touha
Nejlepší ženský herecký výkon ve vedlejší roli: Kim Hunter - Tramvaj do stanice Touha

### Zlatý Glóbus
Drama
Nejlepší film: Místo na výsluní
Nejlepší herec: Fredric March - Death of a Salesman
Nejlepší herečka: Jane Wyman - The Blue Veil
Muzikál nebo komedie
Nejlepší film: Američan v Paříži
Nejlepší herec: Danny Kaye - On the Riviera
Nejlepší herečka: June Allyson - Too Young to Kiss
Jiné
Nejlepší režie: Laslo Benedek - Death of a Salesman

## Narozeniny
- 8. leden – John McTiernan, režisér
- 13. březen – Charo, španělská herečka a zpěvačka
- 14. březen – Season Hubley, herečka
- 17. březen – Kurt Russell, herec
- 6. červenec – Geoffrey Rush, australský herec
- 8. červenec – Anjelica Huston, herečka
- 9. červenec – Chris Cooper, herec
- 12. červenec – Didi Conn, herečka
- 21. červenec – Robin Williams, herec a komik
- 24. červenec – Lynda Carter, herečka
- 6. srpen – Catherine Hicks, herečka
- 5. září – Michael Keaton, herec
- 25. září
  - Pedro Almodovar, španělský režisér
  - Mark Hamill, herec

## Úmrtí
- 11. leden – Charles W. Goddard, scenárista a dramatik
- 6. březen – Ivor Novello, britský herec, zpěvák a skladatel
- 25. březen – Oscar Micheaux, africko-americký filmař
- 4. duben – Al Christie, kanadský režisér a producent
- 6. červen – Olive Tell, herečka
- 9. červen – Mayo Methot, herečka
- 23. červen – Robert J. Flaherty, dokumentární režisér
- 28. srpen – Robert Walker, herec
- 30. srpen – Konstantin Märska, estonský kinematografér
- 7. září – Maria Montezová, dominikánská herečka

## Filmové debuty
- Carroll Baker
- Audrey Hepburn
- Grace Kelly
- William Shatner